# Dipodomyces
Dipodomyces — рід грибів родини Laboulbeniaceae. Назва вперше опублікована 1931 року.

## Класифікація
До роду Dipodomyces відносять 2 види:
- Dipodomyces monstruosus
- Dipodomyces phloeocharidis